# Bhanumati
Bhanumati (nep. भानुमती) – gaun wikas samiti w zachodniej części Nepalu w strefie Gandaki w dystrykcie Tanahu. Według nepalskiego spisu powszechnego z 2001 roku liczył on 1103 gospodarstw domowych i 5630 mieszkańców (3099 kobiet i 2531 mężczyzn).